# ماورو فيلا
ماورو فيلا (بالإسبانية: Mauro Vila) هو لاعب كرة قدم أوروغواني في مركز الهجوم، ولد في 25 فبراير 1986 في مونتفيدو في الأوروغواي. شارك مع منتخب الأوروغواي تحت 17 سنة لكرة القدم ومنتخب الأوروغواي لكرة القدم. أما مع النوادي، فقد لعب مع ديفينسور سبورتينغ ورامبلا جونيورز وسوسيداد ديبورتيفو كيتو ونادي ألميرانته براون وبوسطن ريفر وIndios de Ciudad Juárez ‏ ونادي كيريتارو.

## وصلات خارجية
- ماورو فيلا على موقع قاعدة بيانات كرة القدم.إي يو (الإنجليزية)
- ماورو فيلا على موقع Soccerway.com (الإنجليزية)